# Spoorlijn Kerzers - Lyss
De spoorlijn Kerzers - Lyss is een enkelsporig lokaal traject vormt de verbinding tussen kanton Fribourg en kanton Bern.

## Geschiedenis
Het traject van Kerzers naar Lyss werd op 12 juni 1876 geopend werd gebouwd door de Suisse Occidentale.

## Kerzers
Bahnmuseum Kerzers/Kallnach is een particuliere verzameling railvoertuigen in de buurt van het station Kerzers. Op dit moment is het museum gesloten in verband met een verhuizing naar Kallnach.

## Elektrische tractie
Het traject werd tussen 1944 en 1947 geëlektrificeerd met een spanning van 15.000 volt 16 2/3 Hz wisselstroom.